# بني حسان (أهل أنكاد)
بني حسان هي إحدى مشيخات المملكة المغربية، تتبع جغرافيا لعمالة وجدة أنكاد وإداريًا لأهل أنكاد. يقدر عدد سكانها بـ 20476 نسمة حسب الإحصاء الرسمي للسكان والسكنى لسنة 2004.